# Lore Sporhan-Krempel
Lore Sporhan-Krempel (* 19. April 1908 in Stuttgart; † 9. März 1994) war eine deutsche Schriftstellerin und Papierhistorikerin.

## Leben
Die Eltern waren der Papier- und Pappengroßhändler Karl August Krempel und seine Ehefrau Elise geborene Mayer. Der Vater erwarb 1911 das Anwesen der Papierfabrik Chr. Weiß & Cie. in Enzweihingen, die aus einer 1792 gegründeten Papiermühle hervorgegangen war. Sie besuchte die Königin-Charlotte-Realschule in Stuttgart, absolvierte eine hauswirtschaftliche Ausbildung, trat 1927 in das Königin-Katharina-Stift (Oberrealschule) ein und erlangte zu Ostern 1929 die Reifeprüfung. Sie studierte in Tübingen, München, Leipzig und Wien und hörte Vorlesungen in Geschichte, Literaturwissenschaften, Geographie und Zeitungswissenschaft. Ihre Doktorarbeit über die Geschichte der deutschen Modezeitschriften wurde von dem Publizistikprofessor Karl d’Ester am Institut für wissenschaftliche Zeitungskunde in München betreut. Eine antisemitische Veröffentlichung in Ludendorffs Verlag stellte 1940 den Tiefpunkt ihrer schriftstellerischen Tätigkeit dar. Während des Kriegs starb der Tierarzt Wilhelm Sporhan, den sie 1934 geheiratet und mit dem sie in Schwenningen gelebt hatte.
In den Jahren ihrer Ehe arbeitete sie für verschiedene Zeitungen und Zeitschriften als freie Mitarbeiterin. Ein literarischer Stoff beschäftigte sie seit einer Studienexkursion im Jahr 1930 nach Nördlingen. Dort war sie auf das Schicksal der Maria Holl gestoßen, die man der Hexerei bezichtigt und 60 Folterungen ausgesetzt hatte. Während ihr Mann Militärdienst leistete, unternahm sie in Nördlingen Archivforschungen und veröffentlichte einen Fortsetzungsroman im Stuttgarter Neuen Tagblatt. 1949 wurde der Text auch in Buchform veröffentlicht und 1954 in Nördlingen auf der Freilichtbühne Alte Bastei als Theaterstück uraufgeführt.
Nach dem Zweiten Weltkrieg kam sie in engen Kontakt mit Gerhard Piccard, der durch sie alte handgeschöpfte Papiere und deren Wasserzeichen kennenlernte. Es entstand eine Jahrzehnte währende gemeinsame Forschungs- und Publikationstätigkeit. Beide standen zudem in engem Kontakt mit dem Technik- und Wirtschaftshistoriker Wolfgang Stromer von Reichenbach.
1959 gehört sie zu den Mitbegründern der Internationalen Arbeitsgemeinschaft der Papierhistoriker (IPH).

## Nachlass
- Deutsches Museum Archiv, Bestand „KE 016 Sporhan-Krempel“

## Schriften (Auswahl)
- Ochsenkopf und Doppelturm. Die Geschichte der Papiermacherei in Ravensburg. Stuttgart 1952.
- Die Papiermühle in der Reichsstadt Ulm. In: Ulm und Oberschwaben, Jahrgang 33, 1953, S. 108–118.
- Papier aus dem Filstal. Einst und heute. Stuttgart 1955
- Von der Kunst des Papiermachens am Kocherursprung. Den Freunden unseres Hauses gewidmet. Hrsg. von der Papierfabrik Unterkochen. Aalen 1955.
- Kleine  Geschichte  der  Papiermacherei  in  Südwestdeutschland. In: Die Welt lebt  mit  dem  Buch. Aus der Geschichte des Buchdrucks und der Papierherstellung in Schwaben. Von Franz Hammer und Lore Sporhan-Krempel. Geleitwort von Gustav Barthel. Festgabe  zum  fünfundsiebzigjährigen  Bestehen  des  Graphischen  Klubs  Stuttgart.  Stuttgart o. J. (1956), S. 49–98.
- Papiermühlen und Papiermacher in Lindau und Oberschwaben. Lindau; Konstanz 1957 (Neujahrsblatt des Museumsvereins Lindau 14).
- Chronik der Papiermacherei im Raum Osnabrück. Geschichte der Papierfabrik G.m.b.H. vorm. Brüder Kämmerer. Osnabrück 1958.
- Vom Papier und seiner Verarbeitung in alter und neuer Zeit. Hrsg. anlässlich des 10-jährigen Bestehens der Abteilung Papiertechnik am Oskar-von-Miller-Polytechnikum München. München 1959.
- Die Papiermühle zu Blaubeuren. In: Zeitschrift für Württembergische Landesgeschichte, Jahrgang 18, 1959, 1. Heft, S. 163–169.
- Die Papiermühle zu Laufen an der Eyach. In: Zeitschrift für Württembergische Landesgeschichte, Jahrgang 18, 1959, 2. Heft, S. 361–363.
- Frühe  Verwendung  von  »gewerblichem«  Papier. In: Papiergeschichte, Jahrgang 9, 1959, S. 74–76.
- mit Wolfgang von Stromer: Das Handelshaus der Stromer von Nürnberg und die Geschichte der ersten deutschen Papiermühle. Nach neuen Quellen. In: Vierteljahrschrift für Sozial- und Wirtschaftsgeschichte, Band 47, 1960, S. 81–104.
- Berichte über „Papierreisen“ zwischen 1817 und 1819. In: Wochenblatt für Papierfabrikation, Jahrgang 90, 1962, S. 1279–1282; Jahrgang 91, 1963, S. 19–22.
- Die Papierrechnungen von Johann Friedrich Cotta. 1788–1806. Mit einem Kommentar. In: Archiv für Geschichte des Buchwesens, Band 5, 1964, Sp. 1369–1472.
- Die Papiermühle zu Unterkochen. In: Archiv für Geschichte des Buchwesens, Band 4, 1965, Sp. 547–591.
- Handel und Händler mit Ravensburger Papier. In:  Papiergeschichte, Jahrgang 22, 1972, S. 29–40.
- Papiererzeugung und Papierhandel in der Reichsstadt Nürnberg und ihrem Territorium. In: Beiträge zur Wirtschaftsgeschichte Nürnbergs. Band 2. Nürnberg 1967, S. 726–750.
- Die Papiermühlen zu Esslingen am Neckar. In: Archiv für Geschichte des Buchwesens, Band 14, 1974, Sp. 221–256.
- Die Papierer Braun in Reutlingen. Elwert, Marburg 1975.
- Susanna Maria Sandrart und ihre Familie. Eine Nürnberger Kupferstecherin und Zeichnerin im Zeitalter des Barock: In: Archiv für Geschichte des Buchwesens, Band 21, 1980, Sp. 965–1004.
- Agathe Streicher, Ärztin von Ulm (um 1520–1581). In: Diethard E. Klein (Hrsg.): Schwäbische Frauenbilder. Mühlacker 1983, S. 27–46.
- Papier als Handelsware – dargestellt am Beispiel der Reichsstadt Ravensburg zwischen 1400 und 1730. In: Exportgewerbe und Aussenhandel vor der industriellen Revolution. Hg. von Franz Mathias und Josef Ried. Innsbruck 1984, S. 31–45.
- Der Bildhauer Landolin Ohnmacht aus Dunningen. In: Schwäbische Heimat, Band 37, 1986, S. 217–224.
- Ulman Stromers Gleißmühle zu Nürnberg. 600 Jahre Papiermacherei in Deutschland. In: Ulman Stromer: Püchel von mein geslecht und von abentewr. Zur 600-Jahrfeier der Gründung der ersten Papiermühle Deutschlands. Hrsg. vom Verband Deutscher Papierfabriken. Kommentarband. Bearbeitet von Lotte Kurras. Bonn 1990, S. 171–195.